# Samaki Walker
Pour les articles homonymes, voir Walker.
Samaki Walker, né le 25 février 1976, à Columbus, dans l'Ohio, est un joueur américain de basket-ball. Il évolue au poste d'ailier fort.

## Palmarès
- Champion NBA 2002